# Marius Renard
Marius Henri François Louis Renard (Hornu, 6 oktober 1869 - Knokke, 19 juli 1948) was een Belgisch senator en burgemeester.

## Levensloop
Marius Renard groeide op in gezin van kleinburgerij, dat liberaal georiënteerd was. Hij studeerde tot aan zijn zestiende aan het Atheneum in Bergen en ging daarna lessen tekenen en mechanica volgen aan de industriële school in Saint-Ghislain. Hij werkte als technicus in de koolmijnen van Grand-Hornu en Grand-Buisson en was daarna van 1891 tot 1907 leraar geometrisch tekenen en mechanica in de industriële school van Saint-Ghislain. Ook werkte Renard een tijdlang in Turkije in de keizerlijke ateliers in Top-Hané bij Istanboel. Hij was eveneens leraar tekenen en kunstgeschiedenis in Hornu en gaf eveneens lessen tekenen en sociale economie aan het  Institut des industries chimiques du Hainaut. Na de Eerste Wereldoorlog was hij van 1921 tot 1935 directeur van het Institut provincial des Arts décoratifs et industriels du Hainaut in Saint-Ghislain. Als leraar en schooldirecteur was hij zeer betrokken bij de evolutie van het technisch onderwijs, een van zijn belangrijkste aandachtspunten in zijn politiek engagement.
Renard werd eveneens actief als schrijver en publiceerde vanaf 1890 lokaal geïnspireerde verhalen in de progressistisch-liberale krant La Gazette de Borinage. Hij groeide uit tot een veelzijdig kunstenaar en was eveneens actief als tekenaar, illustrator, affichemaker en keramist. In 1902 richtte hij de regionale krant Le Pays borain op, waarvan hij tot 1905 de hoofdredacteur was. Vervolgens werd Marius Renard actief in de socialistische pers en werd hij redactiesecretaris van de L’Écho du peuple de Mons et du Borinage. Daarna werd hij verantwoordelijk uitgever en hoofdredacteur van het weekblad Le Foyer populaire. Ook werkte Renard als journalist mee aan Le Soir, Le Peuple, Le Journal de Mons illustré, Le Journal de Mons, L'Idée Libre, Flamberge en L'Avenir Borinage. Voorts gaf hij een eigen tijdschrift uit onder de titel Savoir et Beauté
Vanaf 1905 woonde hij in het Brusselse, zonder zijn geboortestreek te vergeten. In 1910 trouwde hij met Blanche Ackein en ze hadden een dochter. Renard werd in dezelfde periode lid van de Belgische Werkliedenpartij en werd in 1912 verkozen tot gemeenteraadslid van Anderlecht, een functie waaruit hij in 1917 ontslag nam. Hij werd opnieuw verkozen in 1921, maar nam toen ontslag om bestendig afgevaardigde te worden. In 1938 werd Renard nogmaals verkozen en werd hij burgemeester van Anderlecht, aan het hoofd van een socialistische meerderheid. Hij was eveneens bevoegd voor Openbaar Onderwijs. Bij de gemeenteraadsverkiezingen van 1946 stelde Renard zich geen kandidaat meer, waarna Joseph Bracops hem opvolgde als burgemeester.
In 1908 werd Renard tevens verkozen tot provincieraadslid van Brabant, waar hij van 1921 tot 1932 gedeputeerde was. In de provinciale politiek legde hij zich vooral toe op onderwijs. In 1911 was hij medestichter van de provinciale school voor bakkers en patissiers in Brabant en hij bekleedde ook verschillende andere functies in het provinciaal onderwijs; zo was hij belast met de inspectie van het kunst- en het technisch onderwijs in Brabant, voorzitter van de provinciale commissie voor schone kunsten en beheerder van Arts et Métiers in Brussel. Voorts zat hij een provinciale commissie voor de vrijetijdsbesteding van arbeiders voor en zetelde hij in de Nationale Commissie voor het Technisch Onderwijs, de hoge raad voor de vrijetijdsbestending van arbeiders en de hoge raad voor volksonderwijs. 
Op 5 april 1925 werd Marius Renard gekozen tot socialistisch senator voor het arrondissement Brussel, maar hij nam al op 30 mei ontslag, teneinde bestendig afgevaardigde te blijven, en te worden opgevolgd door Hubert Paulsen. In november 1932 werd hij opnieuw verkozen voor hetzelfde arrondissement en oefende ditmaal het mandaat uit tot aan zijn dood in juli 1948. In de Senaat zetelde hij in de commissies Openbaar Onderwijs en Volksgezondheid en kwam hij tussenbeide over onderwerpen die te maken hadden met onderwijs en schone kunsten, evenals over wetsvoorstellen aangaande bibliotheken, weeskinderen van slachtoffers van arbeidsongevallen, begeleiding van noodlijdende mensen. Ook diende hij een wetsvoorstel in over de organisatie van middelbaar onderwijs voor meisjes en de oprichting van een commissie die moest leiden tot de oprichting van een  hoge raad voor industrieën en beroepen in de keramiek. In 1947 was hij de auteur van een resolutie waarin hij opriep om een nationale manifestatie te organiseren ter viering van het werk van Belgische schrijvers, musici en artiesten.  
Renard werd lid van de vrijmetselaarsloge La Parfaite Union in Bergen. Hij stapte over in 1934 naar de Brusselse loge Les Amis Philanthropes.
In 1941 werd hij tijdens de Tweede Wereldoorlog door de bezetter uit zijn ambt van burgemeester ontzet, op basis van het leeftijdsgrensverbod. Het Duitse krijgsgerecht veroordeelde hem in augustus 1941 tot een gevangenisstraf van drie maanden op verdenking van sabotage, waarna hij tot in oktober 1941 werd opgesloten in de gevangenis van Sint-Gillis. Hij werd vervolgens onder de controle van de Gestapo geplaatst. Op 1 september 1944 werd hij als gijzelaar opgepakt en naar Duitsland weggevoerd en opgesloten in verschillende kampen in Duitsland en Oostenrijk. In april 1945 bevrijd, kwam hij erg verzwakt naar België terug, maar oefende toch nog het burgemeesterschap uit tot eind 1946.
Hij overleed aan een longontsteking. Hij legateerde zijn uitgebreide bibliotheek gewijd aan technisch en kunstonderwijs aan de stad Brussel.

## Publicaties
- Gueule Rouge, roman, 1894.
- La Ribaude, roman, 1896.
- La vie des gueux. Terre de misère, Brussel, 1900.
- Chansons boraines, Hornu, 1903.
- Le Hainaut pittoresque, Hornu, 1904.
- La vaillance de vivre, roman, met voorwoord door Emile Vandervelde, Brussel, 1905.
- Ceux du Pays noir, Brussel, 1907.
- L'histoire de la houille, Brussel, 1908.
- Notre pain quotidien, roman, Brussel, 1909.
- L'enseignement technique du Hainaut, Hornu, 1910.
- Notre travail, Brussel, 1910.
- La ville de Brousse (Turquie), Parijs, Plon, 1911.
- La littérature sociale, Gent, 1912.
- L'illustration, sa genèse, sa technique. Les illustrateurs belges, Brussel, 1917.
- Terre vaillante: le Borinage, Mons-Frameries, 1921.
- Des images populmaires, Brussel, 1937.
- Anderlecht. Album 1940 (samen met anderen), Anderlecht, z.d.
- Le poing levé. Cahiers d'un réfractaire, autobiografische roman Brussel, 1946.
- Le travail dans l'Art, Brussel, 1948.

## Vernoemingen
- Terminus Marius Renard, de eindhalte van tram 81. De halte is naast de Springbrug.
- Marius Renardlaan, een straat in Anderlecht.
- Institut Communal Marius Renard, een school in Anderlecht.
- Er is ook een Rue Marius Renard in Hornu.